# 中国开放教育资源联合体
中国开放教育资源联合体（China Open Resources for Education 简称CORE）是一个成立于2003年10月的经中华人民共和国教育部认可，成立推广应用开放教育资源的非盈利机构。它是一个以部分中国大学，全国省级各广播电视大学以及其他世界大学等为成员的教育资源联合体。2003年，中华人民共和国教育部启动了高等学校精品课程建设工作。
CORE的目标是给中国的大学提供免费的，自由获取的全球开放教育资源。
网站的最后运行时间大约是2013年9月。

## 领先带头的大学
- 北京大学、清华大学、北京交通大学、大连理工大学、上海交通大学、西安交通大学、中南大学、南京大学、四川大学、哈尔滨工业大学、两所 国家开放大学

## 关联項目
- 開放式課程網頁
- 中国大学MOOC